# Stringopotaenia psittacea
Stringopotaenia psittacea är en plattmaskart som först beskrevs av Fuhrmann 1904.  Stringopotaenia psittacea ingår i släktet Stringopotaenia och familjen Anoplocephalidae. Inga underarter finns listade i Catalogue of Life.